# Dragan Mozetič
Dragan Mozetič, slovenski politik in gospodarstvenik * 24. september 1940, Štandrež, † 2002.
Med letoma 1992 in 1997 je bil član Državnega sveta Republike Slovenije.